# North Haledon
North Haledon ist eine Stadt im Passaic County, New Jersey, USA. Das U.S. Census Bureau ermittelte bei der Volkszählung 2020 eine Einwohnerzahl von 8927.

## Geographie
Nach den Angaben des United States Census Bureaus hat die Stadt eine Gesamtfläche von 9,0 km2, wovon 8,9 km2 Land und 0,1 km2 (0,86 %) Wasser ist.

## Demographie
Nach der Volkszählung von 2000 gibt es 7.920 Menschen, 2.626 Haushalte und 2.077 Familien in der Stadt. Die Bevölkerungsdichte beträgt 888,9 Einwohner pro km2. 95,03 % der Bevölkerung sind Weiße, 1,44 % Afroamerikaner, 0,06 % amerikanische Ureinwohner, 1,00 % Asiaten, 0,00 % pazifische Insulaner, 0,95 % anderer Herkunft und 1,53 % Mischlinge. 3,89 % sind Latinos unterschiedlicher Abstammung.
Von den 2.626 Haushalten haben 27,8 % Kinder unter 18 Jahre. 68,2 % davon sind verheiratete, zusammenlebende Paare, 8,1 % sind alleinerziehende Mütter, 20,9 % sind keine Familien, 17,7 % bestehen aus Singlehaushalten und in 9,6 % Menschen sind älter als 65. Die Durchschnittshaushaltsgröße beträgt 2,79, die Durchschnittsfamiliengröße 3,18.
19,7 % der Bevölkerung sind unter 18 Jahre alt, 10,6 % zwischen 18 und 24, 25,9 % zwischen 25 und 44, 24,2 % zwischen 45 und 64, 19,6 % älter als 65. Das Durchschnittsalter beträgt 40 Jahre. Das Verhältnis Frauen zu Männer beträgt 100:89,3, für Menschen älter als 18 Jahre beträgt das Verhältnis 100:87,4.
Das jährliche Durchschnittseinkommen der Haushalte beträgt 74.700 USD, das Durchschnittseinkommen der Familien 80.936 USD. Männer haben ein Durchschnittseinkommen von 52.006 USD, Frauen 34.854 USD. Der Prokopfeinkommen der Stadt beträgt 30.322 USD. 4,0 % der Bevölkerung und 2,4 % der Familien leben unterhalb der Armutsgrenze, davon sind 0,3 % Kinder oder Jugendliche jünger als 18 Jahre und 4,4 % der Menschen sind älter als 65.